# Cuvango
Cuvango é uma cidade e município da província da Huíla, em Angola.
Tem 9 680 km² e cerca de 57 mil habitantes. É limitado a norte pelos municípios da Cachiungo e de Chicala-Choloanga, a leste pelos municípios de Chitembo e Cuchi, a sul pelo município de Cuvelai, e a oeste pelos municípios de Jamba e Chipindo.
O município é constituído pela comuna-sede, correspondente à cidade de Cuvango, e pelas comunas de Galangue e Vicungo.
A localidade é servida pelo Caminho de Ferro de Moçâmedes, que a liga ao Menongue, ao Lubango e ao porto do Namibe, tendo uma importante estação ferroviária.